# Chapelle Saint-François d'Enghien
La chapelle Saint-François ou église des Capucins, édifiée dans le couvent des Capucins d'Enghien en Belgique, est une construction datant du début du XVIIe siècle. L’édifice, bâti en pierres calcaires et en briques, mêle des éléments de style roman, gothique et Renaissance, tout en respectant le principe de sobriété exigé par l’ordre franciscain. La chapelle conserve son aspect primitif malgré les modifications apportées au cours du temps et l’ensemble auquel elle appartient constitue un paysage urbain remarquable.

## Historique

### Origine
Le 30 janvier 1606, les nobles Charles d'Arenberg et Anne de Croÿ font l’acquisition de la seigneurie d’Enghien auprès du roi de France, Henri IV. Dès l’an 1610, le couple projette de bâtir un couvent pour les frères mineurs capucins, ordre religieux pour lequel ils ont beaucoup d’estime. C’est finalement dans leur nouveau territoire qu’ils décident d’ériger le complexe.

### Construction
En 1615 le projet est mis à exécution. La construction connait des nombreux rebondissements entre la mort du fondateur, Charles d’Arenberg, en 1616 et l’arrêt des travaux, ordonné par sa veuve lorsque cette dernière découvre que son fils est entré dans les ordres. Le chantier, mené sous la direction du frère Eustache Heddebault de Templeuve, arrive finalement à son terme et le 24 juin 1617, la chapelle est consacrée par François Vander Burch, archevêque de Cambrai, et placee sous la protection de saint François d’Assise. Ce prélat dédie également un autre autel en l’honneur de la Sainte Vierge Marie.

### Modifications
Des modifications sont apportées à la chapelle conventuelle dès 1730. En effet, cette année-là, le duc Léopold d’Arenberg décide de remplacer la voûte de la chapelle Notre-Dame, Reine de la Grâce, par un plafond décoré de ses blasons et de ceux de sa femme.
De nombreuses transformations sont apportées à l’édifice au cours du XIXe siècle. Ainsi, l’année 1842 est marquée par un grand projet de restauration. L’année suivante, le bâtiment est agrandi par la chapelle dédiée à saint Antoine de Padoue (aujourd’hui Saint-Joseph) qui est destinée à abriter le mausolée de Guillaume de Croÿ, réalisé par Jean Mone. En 1872, la décoration de la chapelle Notre-Dame, Reine de la Grâce, est remise à neuf. Le décor, une galerie de statues en chêne représentant les saints patrons de la famille, est réalisé par Auguste Malfait. La sacristie subit également plusieurs modifications.
En 1899, une nouvelle grande campagne de restauration, dont les faits les plus marquants sont l’ajout d’un porche dans le style néo-classique et le remaniement de la niche au-dessus de la porte d’entrée, est entreprise. En 1904, le chœur des moines est prolongé par un bâtiment à pignon à gradins dessiné par l’architecte Raskin. La dernière modification réalisée concerne les fenêtres du chœur, dénaturées en 1989 par la pose d’un cimentage.

## Description de l'état primitif

### Plan

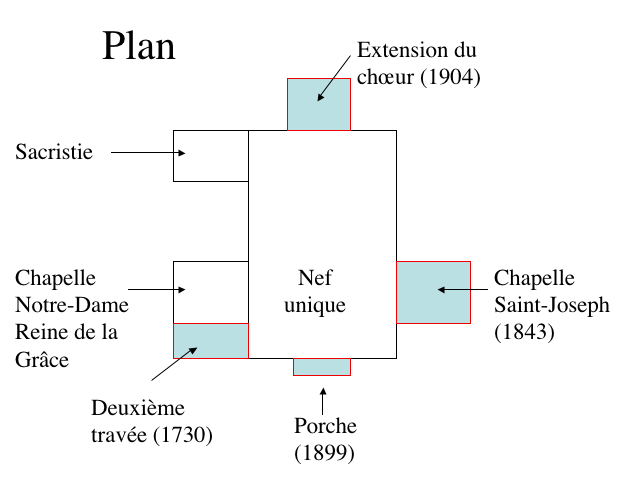
Plan de la chapelle Saint-François d'Enghien

L’église à chevet plat a un plan asymétrique, composé d’une seule nef à trois travées, d’une chapelle dédiée à la Vierge, située au sud-est et du même côté, accolée au chœur, se trouve la sacristie.

### Extérieur
L’église conventuelle est bâtie en briques rouges sur un soubassement en pierres calcaires. La façade principale, percée de deux fenêtres en plein cintre et d’un oculus présente un pignon en oreille surmonté d’une croix. Les baies encadrent une niche qui abrite une Vierge à l’enfant datant de 1615. Les murs gouttereaux de l’édifice sont percés chacun de trois fenêtres en plein cintre. Le pignon du chœur, similaire à celui de la façade principale, est percé de trois baies dont un oculus à encadrement en briques. La chapelle est couverte d’une bâtière d’ardoises, elle-même surmontée d’un clocheton polygonal.
La façade de la chapelle Notre Dame Reine de la Grâce est millésimée de 1615. Celle-ci présente deux baies aveugles qui encadrent une niche en briques surmontée d’un fronton triangulaire. Cette dernière abrite un cartouche qui représente une Vierge adorée par deux Capucins.
La façade côté jardin de la sacristie, est percée d’une porte et de deux fenêtres. Celle qui est visible depuis la rue se trouve dans le prolongement du mur d’enceinte. L’ensemble est couvert d’une bâtière d’ardoises qui est percée d’une lucarne.

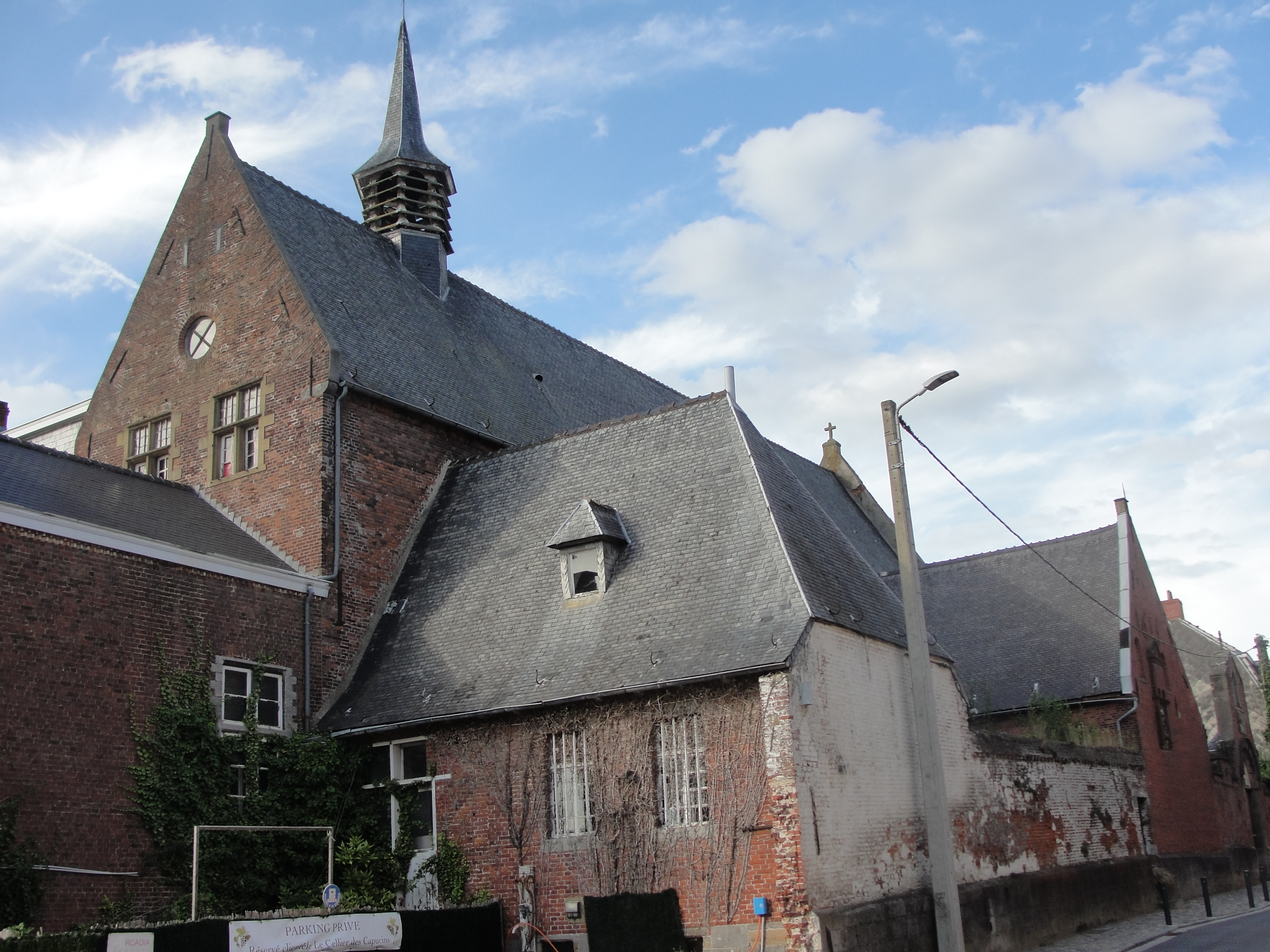
Extérieur
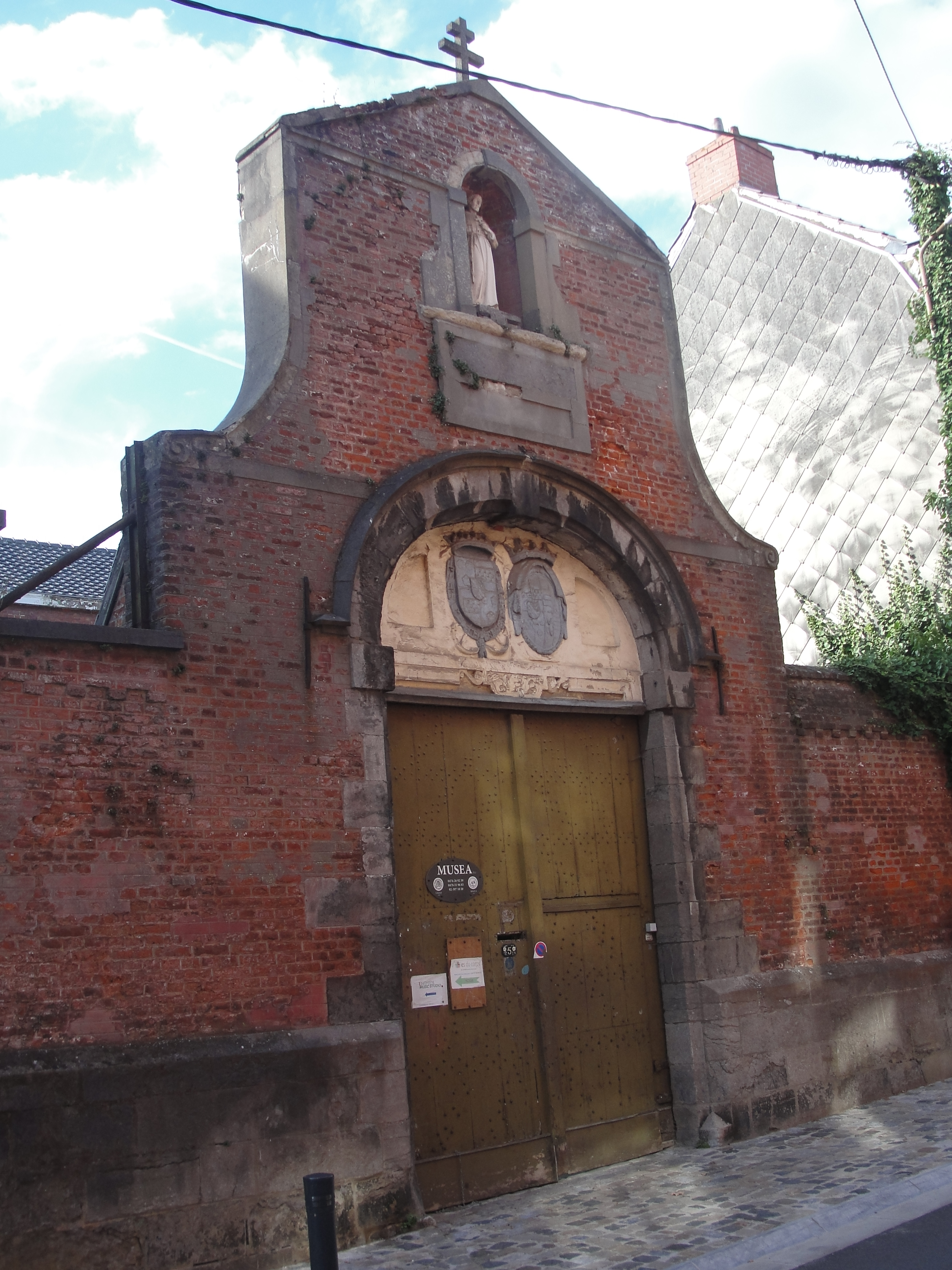
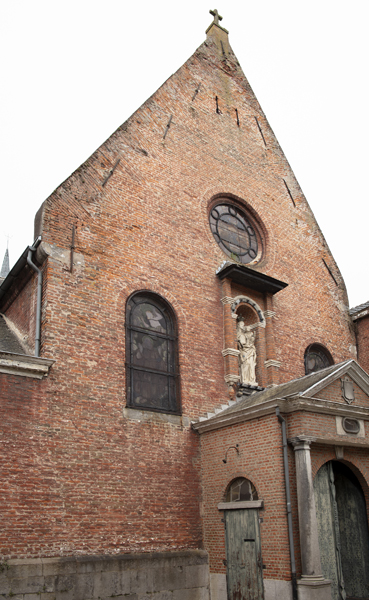

### Intérieur
L’intérieur de la chapelle conventuelle, dont les murs sont peints en beige, présente un seul niveau d’élévation, composé de fenêtres qui sont décorées de carreaux de différentes couleurs. Des plaquages de bois, surmontés d’une frise, sont présents sur tout le pourtour de la nef et un bandeau mouluré court le long du haut des murs. Le maître-autel est placé contre le mur du fond qui fait office de séparation avec le chœur des moines. Le plafond, peint en bleu et rose avec un décor de rosettes blanches, est voûté en berceau.
La porte d’entrée est encadrée de deux fenêtres dont les vitraux représentent Saint François et la Vierge, et est surmontée d’un oculus illustrant les armes des Arenberg.
La chapelle Notre-Dame Reine de la Grâce, dont le mur droit est percé de deux fenêtres en plein cintre, est quant à elle  décorée de panneaux de bois sur toute sa hauteur.

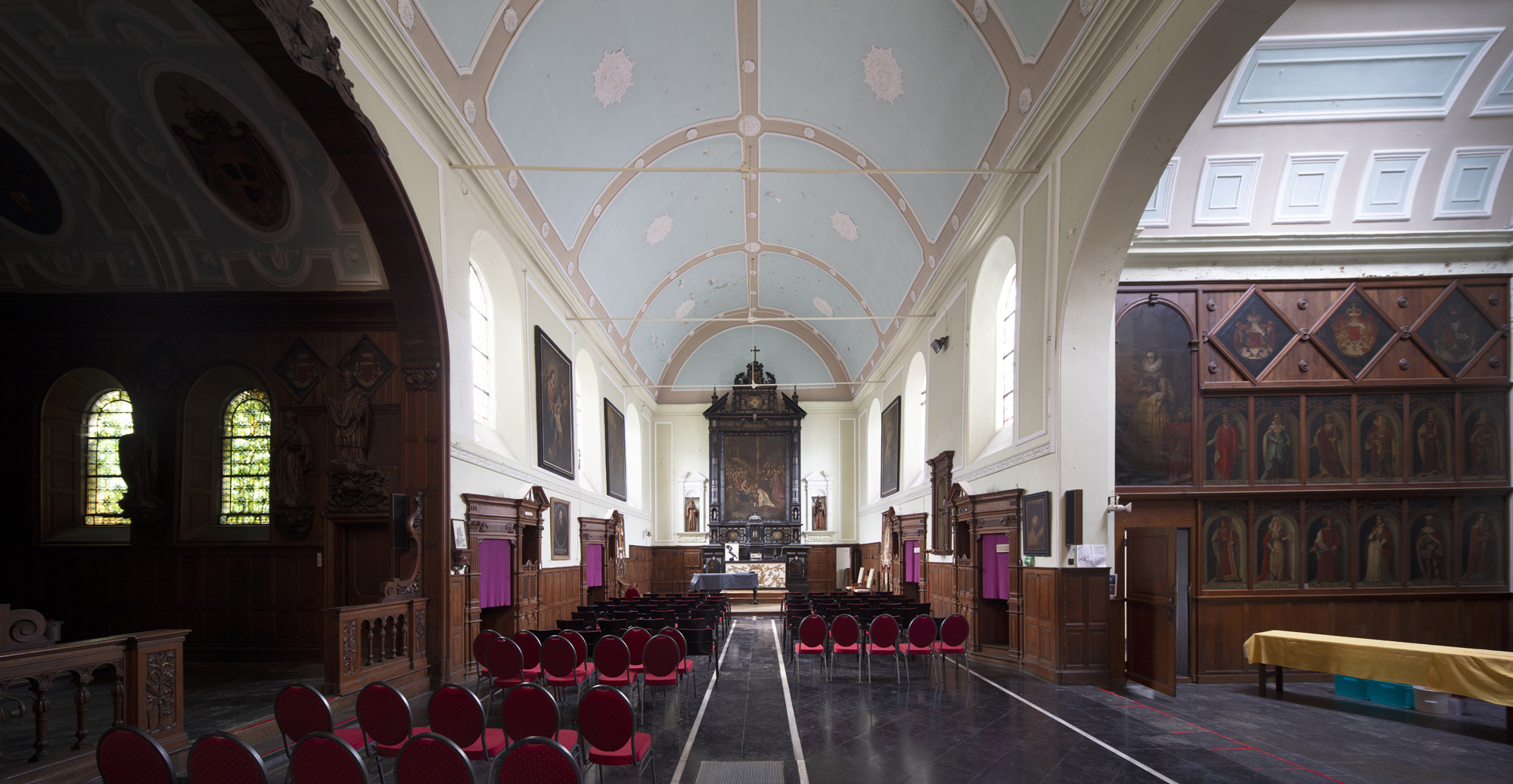
Intérieur
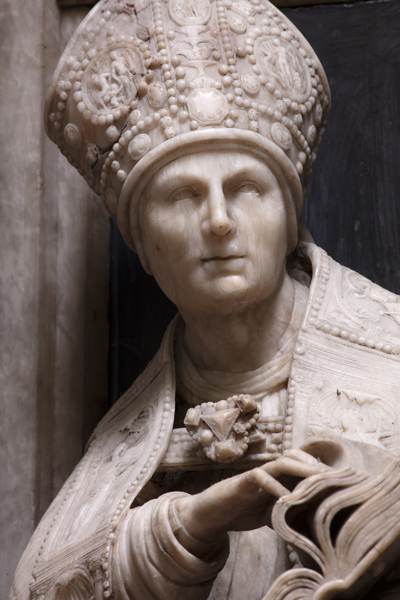
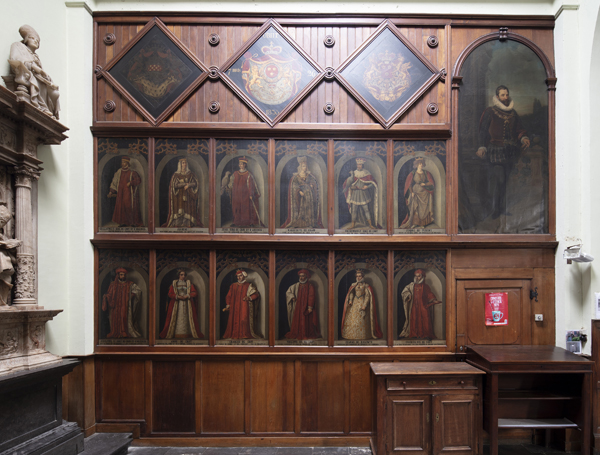
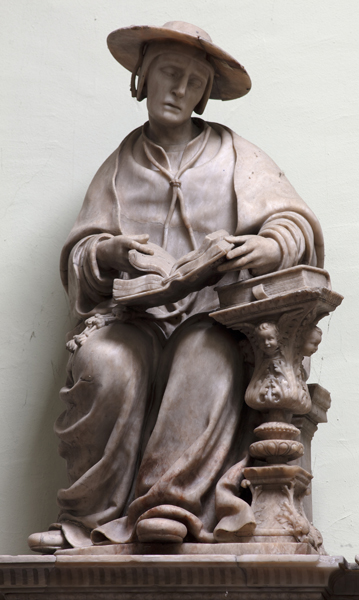
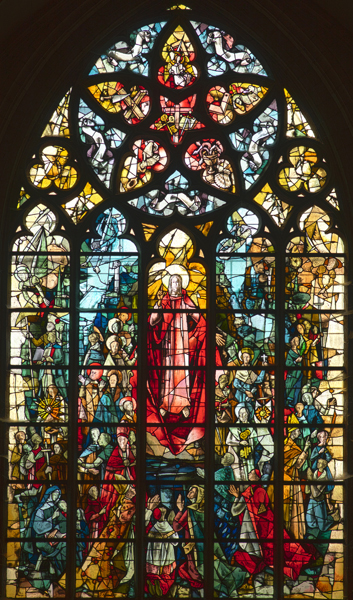
Vitrail

## Style
Le bâtiment est caractérisé par un « style hybride où voisinent le gothique tardif et le décor renaissant des XVIe et XVIIe siècles » . Les fenêtres en plein cintre  qui éclairent la chapelle et qui « possèdent des vitraux très simples d’exécution et de coloris » sont quant à elles de style roman.